# Heinrich Reimitz

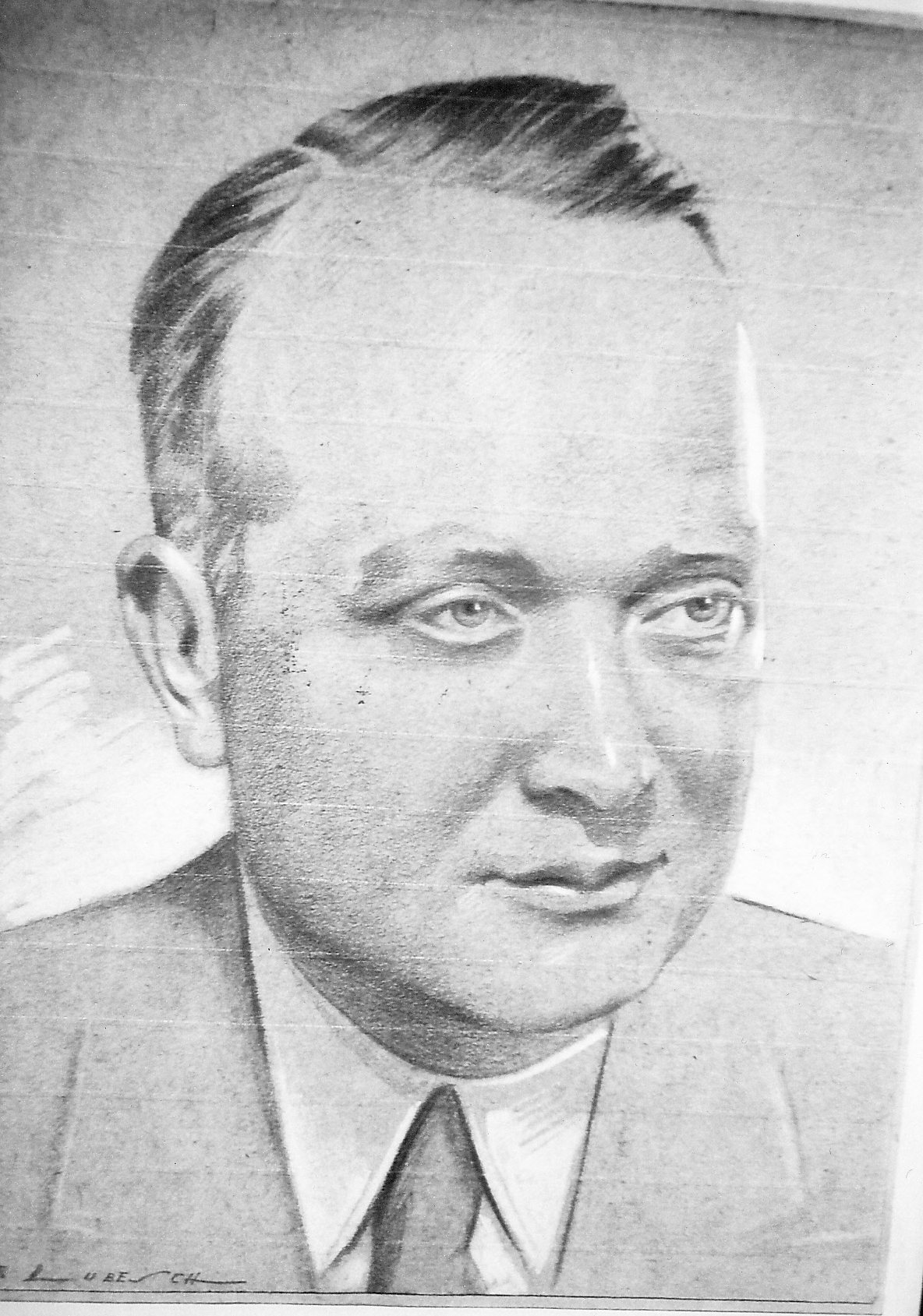
Heinrich Reimitz

Heinrich Joseph Reimitz (* 30. Jänner 1904 in Wien; † 4. April 1945 in Deutsch-Altenburg) war ein österreichischer Sportfunktionär und Politiker.

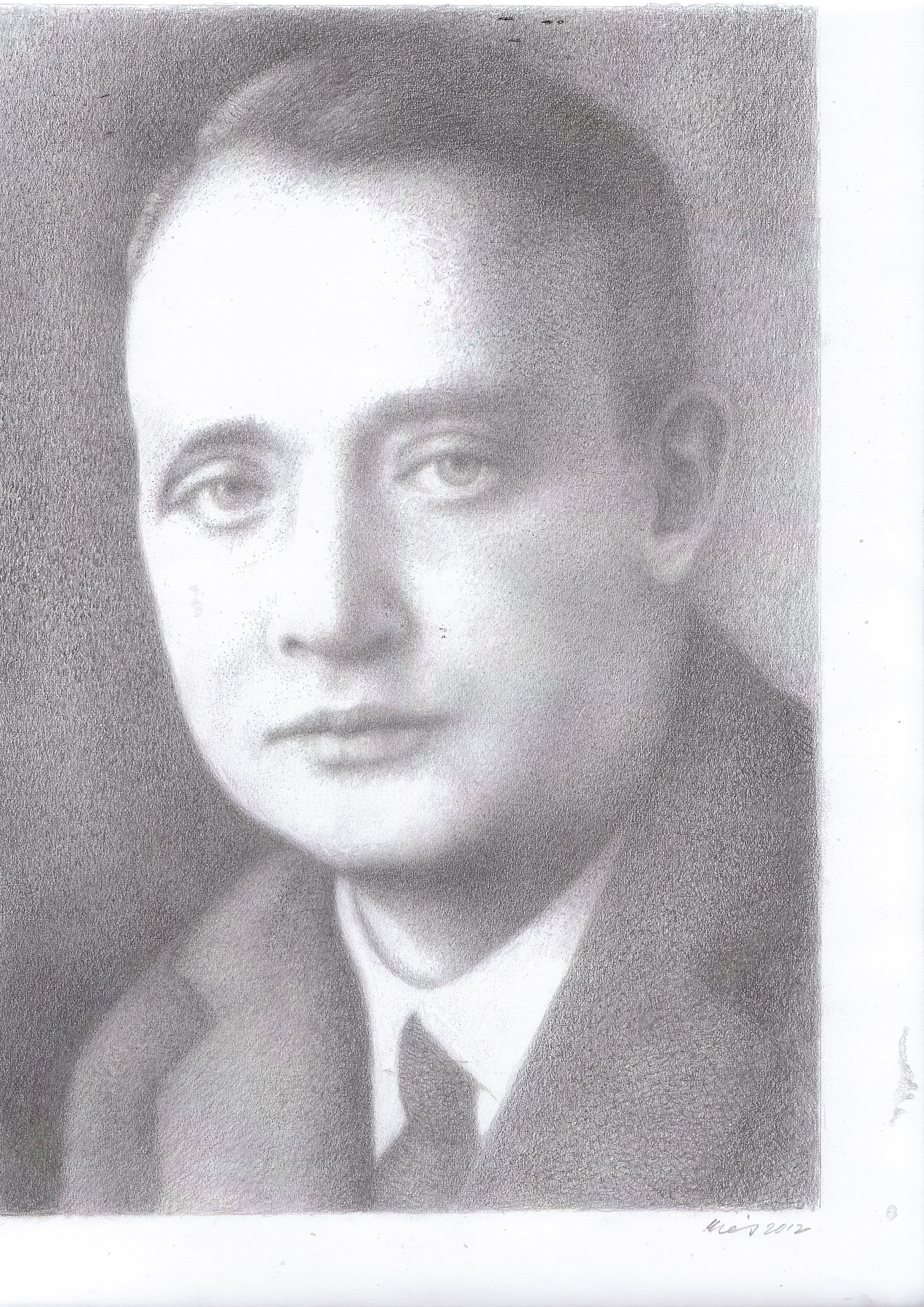
Grafik Heinrich Reimitz, angefertigt von Helmut Kies

## Leben
Reimitz’ gesellschaftspolitisches Engagement begann bereits früh mit seiner Mitgliedschaft in der Christlich-deutschen Turnerschaft Österreichs (CDTÖ), in der er zunächst Verbandsjugendturnwart und später Generalsekretär war. Nachdem alle Vereine in Österreich unter der Vaterländischen Front als Dachorganisation reorganisiert wurden, ernannte man ihn im November 1936 zum Generalsekretär des Österreichischen Jungvolks.
Reimitz war Bundes-Dietwart und organisierte die Verbandsturnfeste der Christlichen Turnbewegung. Diese Kundgebungen galten als Wegweiser „für die fachliche und geistige Weiterentwicklung“. Reimitz war in Wien für die „wuchtigen Stadion-Spiele“ verantwortlich.
1936 nahm er als Delegationsleiter des Österreichischen Olympischen Comités an den Olympischen Sommerspielen in Berlin teil.
Mit dem Anschluss Österreichs an das Dritte Reich wurde Heinrich Reimitz 1938 verhaftet, im Konzentrationslager Dachau interniert und später zu einer Pionier-Strafkompanie abkommandiert. Er nahm am Russlandfeldzug der Wehrmacht teil und fiel vermutlich bei einem Truppentransport über die Donau 1945, kurz vor Kriegsende. Auf Betreiben seiner Ehefrau Hilda Magdalena Reimitz wurde 1949 eine offizielle Untersuchung zur Klärung seiner Todesumstände eingeleitet. Die Untersuchung kam zu dem Ergebnis, dass Heinrich Reimitz tatsächlich bei besagtem Truppentransport am 4. April 1945 ums Leben gekommen sei. Er hinterließ eine Frau und drei Söhne.

## Werke
- Der Jugendführer. 1937.
- Bundesjugendführung des Österreichischen Jungvolkes: Jungen der Front 1938. Wien: Bundesjugendführung des Österreichischen Jungvolkes Heinrich Reimitz 1937, 176 Seiten.